# Koeweit (gouvernement)

Kaart van de Iraakse gouvernementen van 1990-1991. Het was in deze periode dat de Golfoorlog plaatsvond, omdat Irak Koeweit annexeerde om er zijn 19e provincie van te maken.

Het Gouvernement van Koeweit (Arabisch: محافظة الكويت) was het 19e gouvernement van Irak dat werd opgericht in de nasleep van de Iraakse invasie van Koeweit in 1990. Het werd voorafgegaan door de korte vazalstaat van de Republiek Koeweit. Het gouvernement van Koeweit bestond uit het grootste deel van het bezette Koeweitse grondgebied, met uitzondering van de noordelijke gebieden die het district Saddamiyat al-Mitla werden. Ali Hassan al-Majid, de neef van Saddam Hussein, werd de gouverneur van deze provincie.
De weigering van Irak om zich terug te trekken uit Koeweit leidde tot de Golfoorlog en de uiteindelijke terugkeer van de Koeweitse regering vóór de bezetting op 28 februari 1991.